# Korňa
Korňa (ungarisch Kornyavölgy) ist eine Gemeinde im Okres Čadca im Norden der Slowakei.

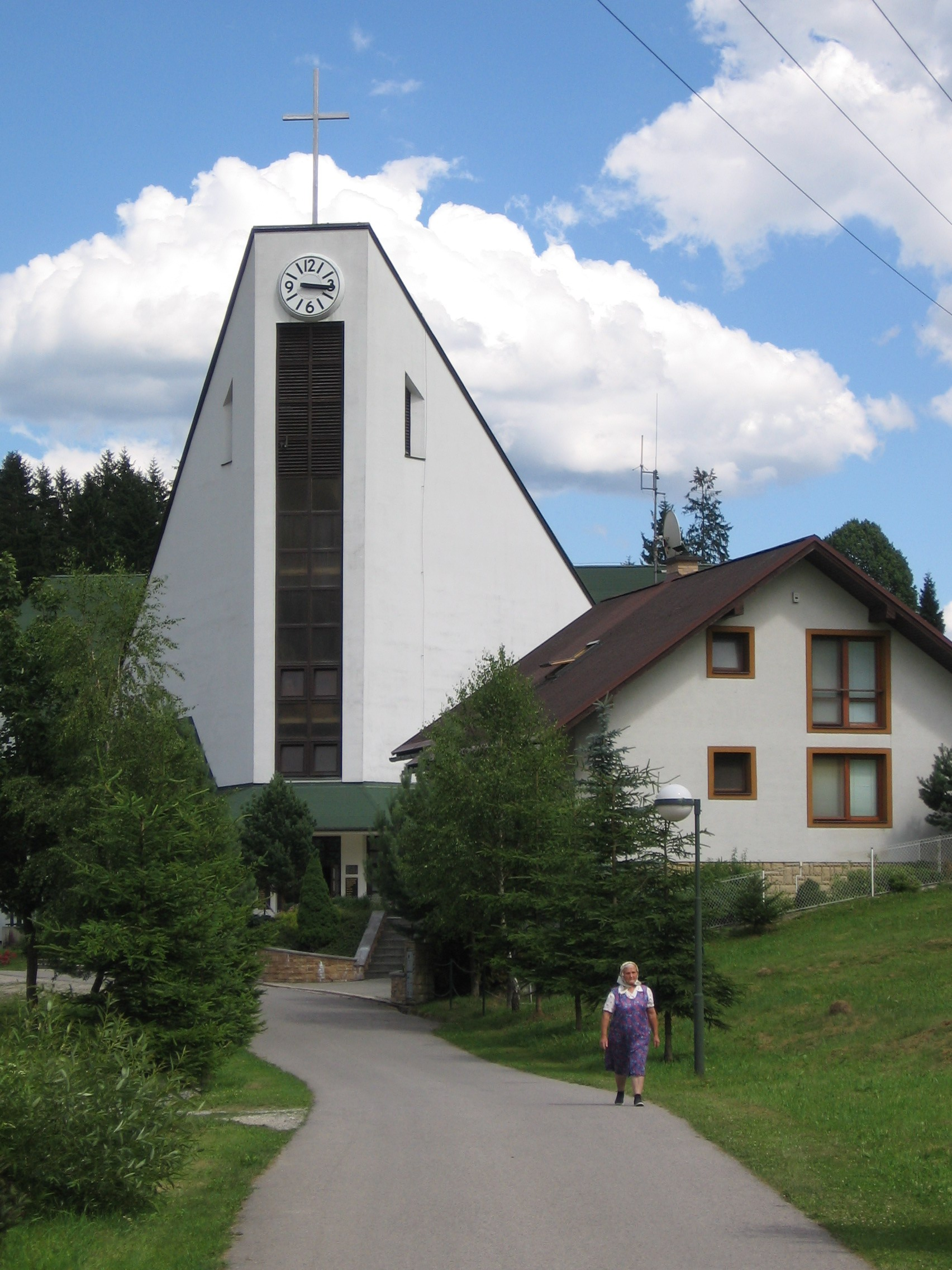

## Geographie
Korňa liegt im kleinen Tal des Baches Korňianka in der Turzovská vrchovina (Teil der Beskiden) und ist durch einen Abzweig aus der Straße 484 zugänglich. Das Ortszentrum liegt 6 km nordnordwestlich der Stadt Turzovka, zu der Korňa bis 1954 gehörte. Administrativ besteht die Gemeinde heute aus den drei Ortsteilen Korňa I, II und III, mit insgesamt 36 Kleinsiedlungen.

## Geschichte
Die Gemeinde entstand 1954 durch die Zusammenlegung der Streusiedlungen Nižná Korňa und Vyšná Korňa, die bis dahin verwaltungstechnisch der Stadt Turzovka unterstellt waren. Die Einwohner der Siedlungen waren vor allem in der Holzbearbeitung tätig, im Besonderen waren sie bekannt für die Herstellung von hölzernen Dachschindeln sowie Spinnrädern. Wegen der ärmlichen Lebensbedingungen verließen zwischen 1920 und 1940 viele der männlichen Einwohner Korňa, um im Ausland Arbeit zu finden, nach dem Ende des Zweiten Weltkrieges ist aber die Anzahl der Einwohner ziemlich konstant geblieben (1950 – 2412 Einwohner, 2001 – 2266 Einwohner).

## Bevölkerung
| Jahr                | 1994 | 2004    | 2014    | 2024    |
| ------------------- | ---- | ------- | ------- | ------- |
| Anzahl der Personen | 2338 | 2237    | 2077    | 2020    |
| Unterschied         |      | −4,31 % | −7,15 % | −2,74 % |

| Jahr                | 2023 | 2024    |
| ------------------- | ---- | ------- |
| Anzahl der Personen | 2025 | 2020    |
| Unterschied         |      | −0,24 % |

## Sehenswürdigkeiten
Zu den Sehenswürdigkeiten gehören zwei Kirchen – sowohl eine hölzerne aus dem Jahr 1944 als auch die im Jahr 1994 erbaute moderne Kirche. Des Weiteren liegt auf dem Gemeindegebiet ein kleiner Wallfahrtsort am Berg Živčáková.
Als besondere Sehenswürdigkeit gilt die oberirdische Erdölquelle am unteren Ende der Gemeinde. Eine Ausbeutung des Erdöls ist allerdings auf absehbare Zeit nicht geplant.

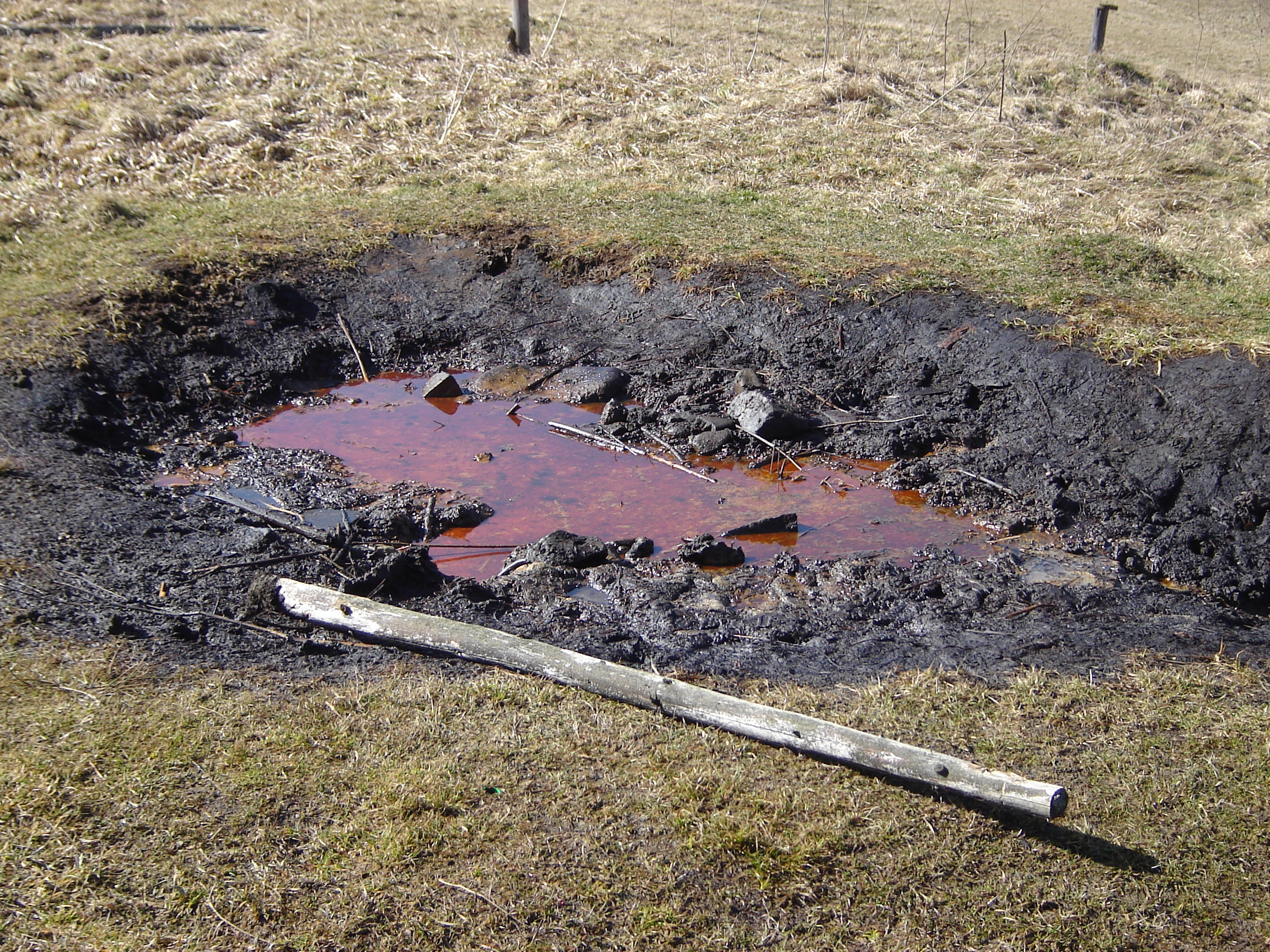
Bild der natürlichen Ölquelle